# You’ve Changed
Para la canción de Sia de 2009 véase You've Changed
«You've Changed» es una canción popular publicada en 1942 con música de Carl Fischer y letra de Bill Carey.  La melodía presenta un cromatismo descendente.  La canción fue grabada por primera vez el 24 de octubre de 1941 por Harry James & His Orchestra (voz de Dick Haymes).

## Versiones de portada
Desde entonces, la canción ha sido grabada por muchos artistas, incluida Billie Holiday en su álbum de 1958 Lady in Satin.  Una grabación de Connie Russell alcanzó brevemente las listas de Billboard en 1954. 